# Wasserij-Blekerij Gehrels
De Wasserij-Blekerij Gehrels uit Overveen is een voormalige blekerij en kledingwasserij die in 1938 herbouwd is in het Nederlands Openluchtmuseum in Arnhem.

## Geschiedenis
De blekerijen in het gebied rond Overveen stonden bekend om hun 'Haarlemmer bleek' met het schone duinwater uit de Brouwerskolk. Het duinwater werd zowel door de Haarlemse brouwers als door de blekers van Overveen en Bloemendaal gebruikt. Omstreeks 1599 leidde dit tot een conflict tussen hen, wat de aanleiding vormde om het gebied gedetailleerd in kaart te brengen. In deze periode (1600) werd het gebouw, dat later de naam kreeg Wasserij-Blekerij Gehrels, als linnenblekerij gebouwd door uit België afkomstige immigranten. Oltman Gehrels (1759-1829) was vanaf 1813 eigenaar, later opgevolgd door zijn zoon Johannes Christiaan Gehrels. Hij verbouwde de garenblekerij in 1856 tot kledingwasserij, met stampkuipen, aangedreven door een rosmolen die bleef functioneren tot aan 1937.
In 1937 moest het gebouw verdwijnen voor woningbouw aan het Joan Mauritsplein. De gemeente Bloemendaal schonk het woonhuis en de blekerij aan het openluchtmuseum. Een theekoepeltje en de grote droogschuren werden afgebroken.

## Externe links

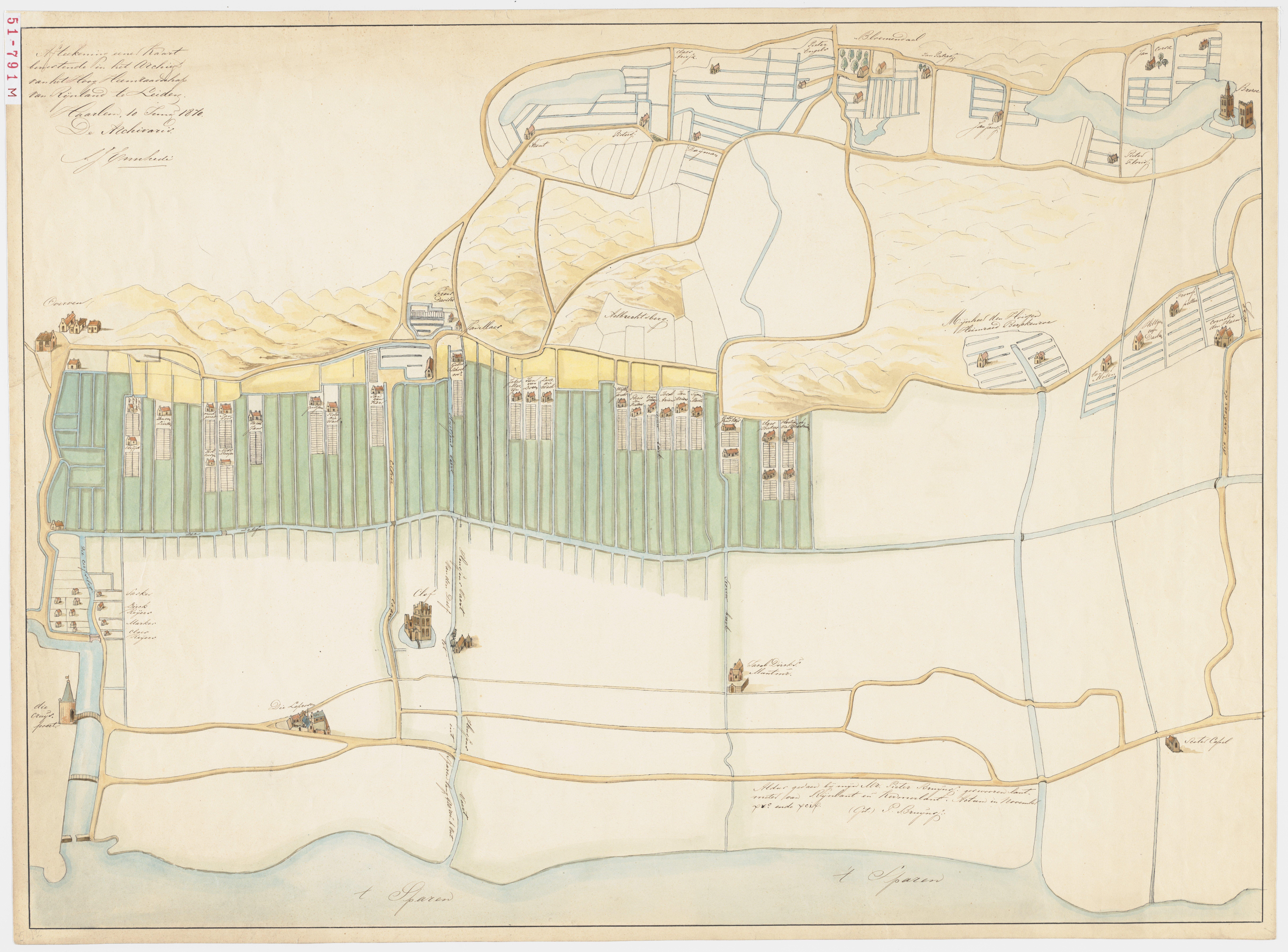
Blekerijen van Overveen en Bloemendaal op een kaart van Pieter Bruynsz uit 1599
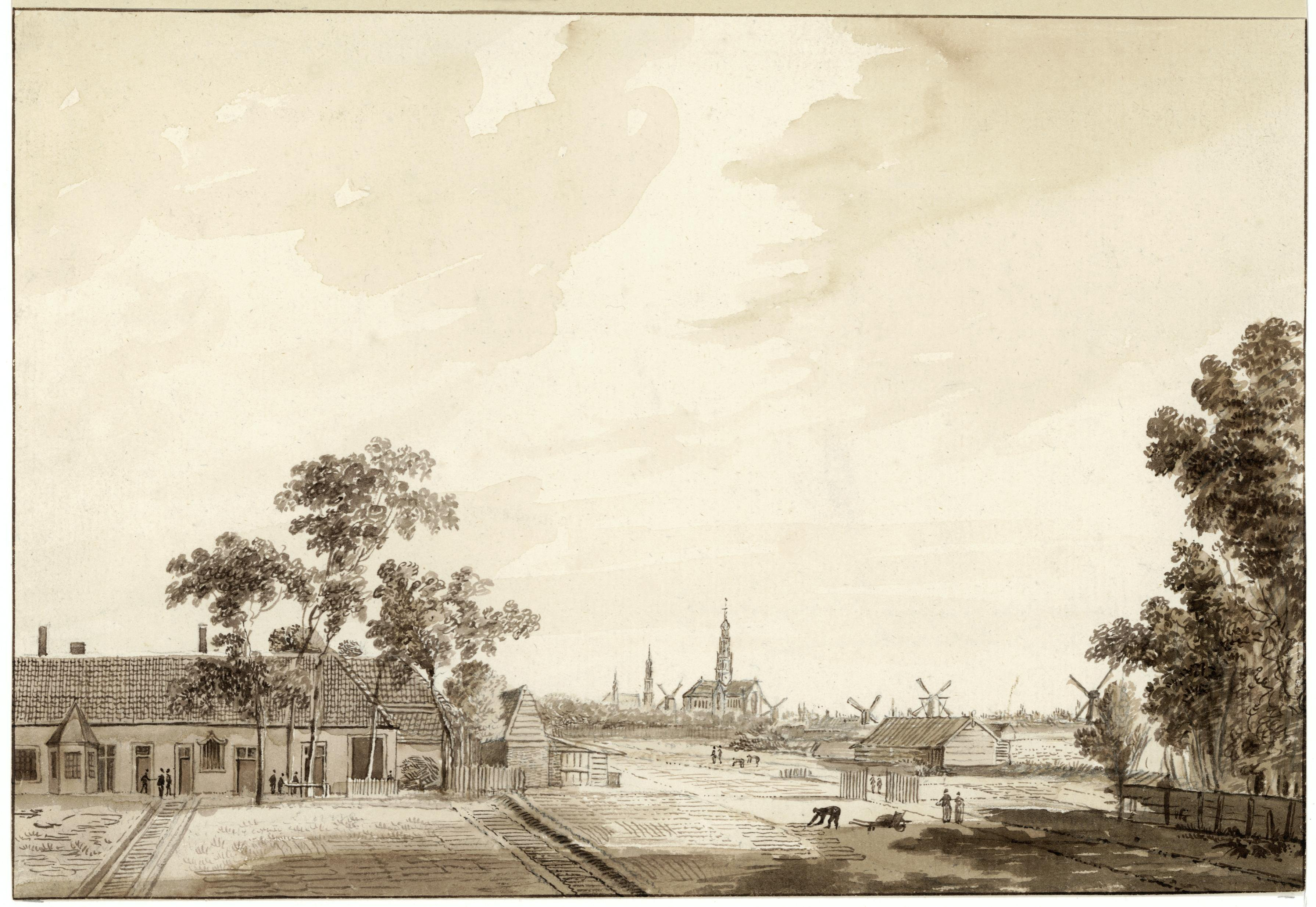
De blekerij in 1777 door Hendrik Tavenier
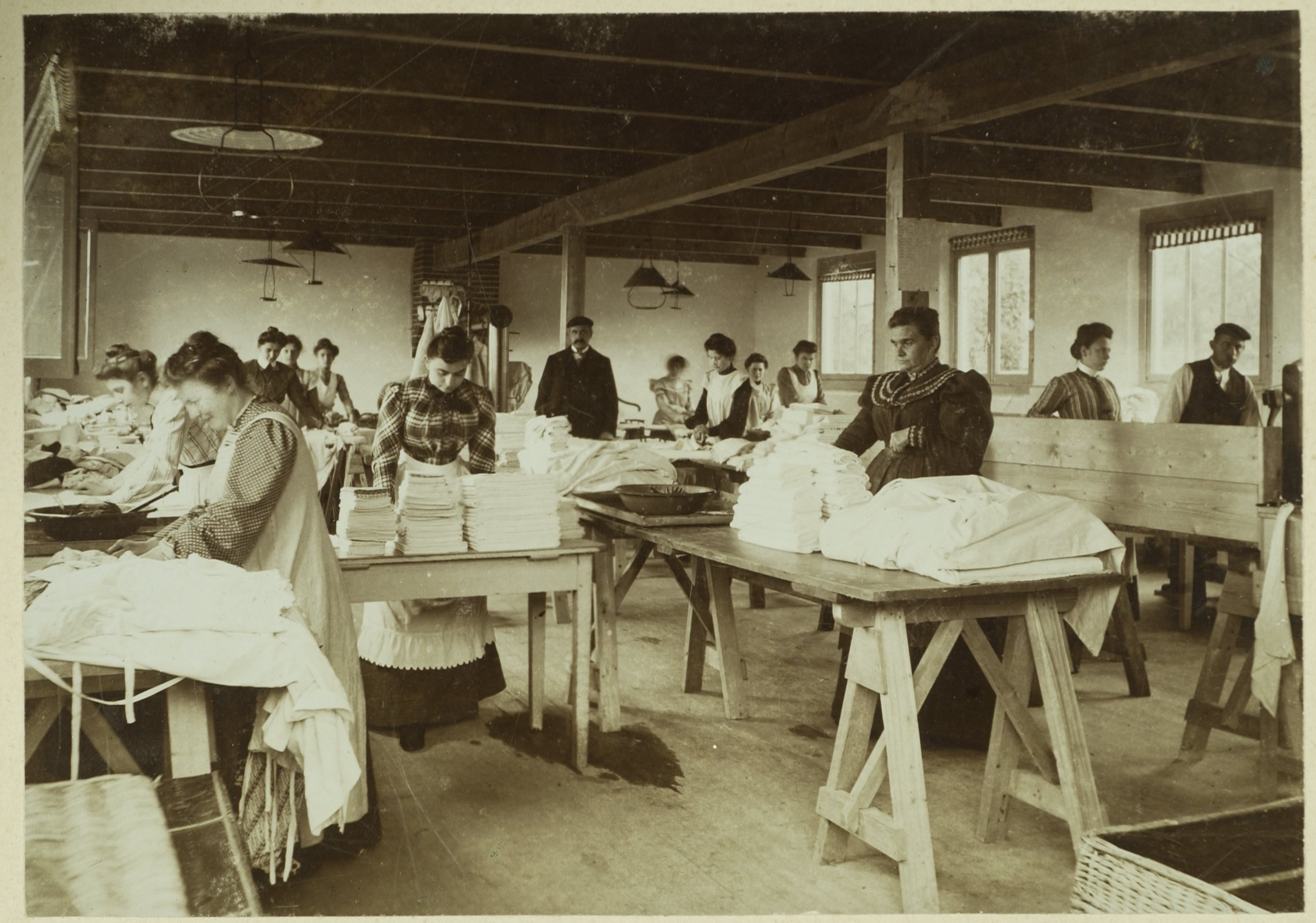
Familieleden Gehrels aan het werk in de strijk- en vouwzaal van de blekerij in 1907
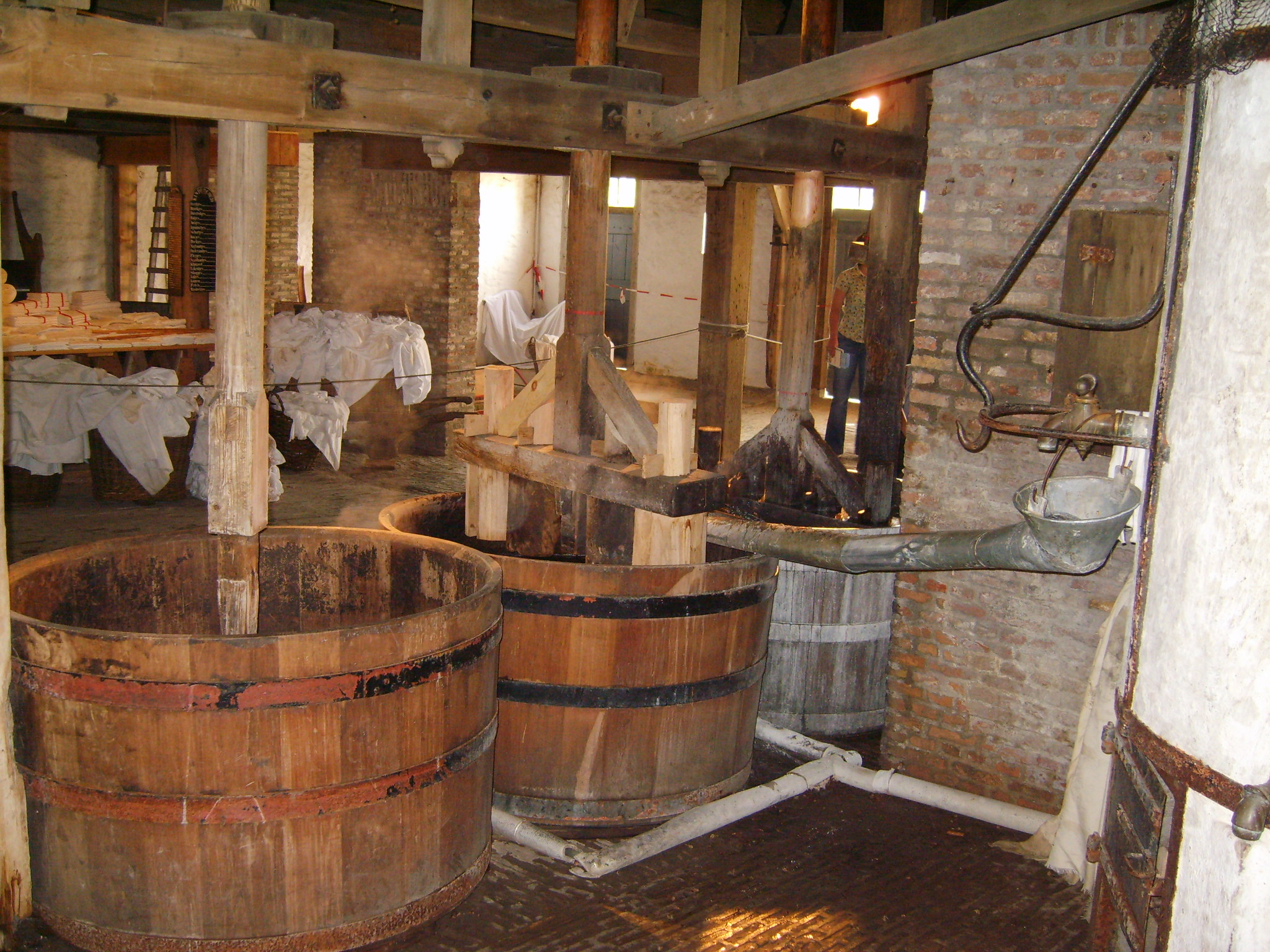
Door rosmolen aangedreven wastombes